# 暗擬金眼鯛
暗擬金眼鯛（學名：P. adusta），又稱暗單鰭魚，為輻鰭魚綱鱸形目鱸亞目擬金眼鯛科的其中一個種，廣泛分布於印度洋及太平洋海域，深度0-20公尺，本魚體側扁呈卵形，尾柄細長，眼大，吻圓鈍，無脂性眼瞼，下頜稍突出，腹鰭較小，位於近胸處，胸鰭基部有一單黑色的圓斑，體色黃褐色，背部褐色，臀鰭外緣及尾鰭外緣有黑色帶，側線明顯，側線鱗片56-64枚，背鰭硬棘6枚、背鰭軟條8-10枚、臀鰭硬棘3枚、臀鰭軟條36-45枚、脊椎骨25個，體長可達17公分。主要棲息在岩礁及珊瑚礁區，屬夜行性魚類，屬肉食性，繁殖期在4至6月，可作為觀賞魚。